# Myrmekiaphila atkinsoni
Myrmekiaphila atkinsoni är en spindelart som beskrevs av Simon 1891. Myrmekiaphila atkinsoni ingår i släktet Myrmekiaphila och familjen Cyrtaucheniidae. Inga underarter finns listade i Catalogue of Life.